# Floresca parthenia
Floresca parthenia is een schijfkwal uit de familie Ulmaridae. De kwal komt uit het geslacht Floresca. Floresca parthenia werd in 1880 voor het eerst wetenschappelijk beschreven door Haeckel. 